# Gmina Cisna
Die Gmina Cisna ist eine Landgemeinde im Powiat Leski der Woiwodschaft Karpatenvorland in Polen. Ihr Sitz ist das gleichnamige Dorf mit etwa 450 Einwohnern.

## Gliederung
Zur Landgemeinde (gmina wiejska) Cisna gehören folgende sechs Dörfer mit einem Schulzenamt (sołectwo):
Cisna, Kalnica, Przysłup, Smerek, Strzebowiska und Wetlina.

## Verkehr
Im Ort gibt es einen Haltepunkt der Waldbahn Bieszczady.